# InterPro
InterPro és una plataforma amb accés a base de dades de famílies, dominis i llocs funcionals de proteïnes on les característiques identificables trobades en proteïnes conegudes poden ser aplicades a noves seqüències de proteïnes.
Va ser creada el 1999 després de la formació de l'interprofessional Consortium entre el grup de Swiss-Prot a l'Institut Europeu de Bioinformàtica i l'Institut Suís de Bioinformàtica i els membres fundadors de les bases de dades Pfam, PRINTS, PROSITE i ProDom. Actualment integra informació de les bases de dades PROSITE, Pfam, PRINTS, ProDom, SMART, TIGRFAMs, PIRSF, SUPERFAMILY, GENE3D i PANTHER.
La base de dades està disponible per recerques per text i basades en seqüència a través d'un servei web, i per descàrregues per FTP anònim. Inclou diversos formats de sortida com taules de text, documents XML i gràfics per facilitar l'anàlisi dels seus resultats. Igual que les altres bases de dades de l'Institut Europeu de Bioinformàtica, es troba en domini públic.